# Gustas
Gustas ist ein litauischer männlicher Vorname und Familienname (abgeleitet von August). Die weibliche Form des Vornamens ist Gustė.

## Ableitung
- Gustainis

## Namensträger
Familienname
- Aldona Gustas (1932–2022), deutsche Lyrikerin, Prosaautorin und bildende Künstlerin
- Evaldas Gustas (* 1959), litauischer Politiker, Wirtschaftsminister, Vizeminister